# Art Loss Register
Das Art Loss Register (ALR) ist die weltweit größte  Datenbank verlorener und gestohlener Kunstwerke (Kunstraub und Artnapping). Es wurde 1990 in Zusammenarbeit zwischen Auktionshäusern (darunter die weltweit bedeutendsten Auktionshäuser Sotheby’s und Christie’s), internationalen Verbänden des Kunsthandels, Vertretern der Versicherungswirtschaft und der Stiftung International Foundation for Art Research (IFAR) gegründet. Es ist hervorgegangen aus einem Projekt der International Foundation for Art Research, die von New York aus seit 1976 Informationen zu Kunst-Diebstählen zusammengetragen hat. Das Art Loss Register unterhielt Büros in London (Zentrale), Bath, New York, Köln und Paris, konsolidierte diese aber alle Anfang 2010 in der Zentrale in London.

## Datenbank
Die Datenbank wies 2007 über 180.000 Einträge auf, 2010 waren es nach Firmenangaben 300.000 und Anfang September 2016 bereits 500.000 Kunstgegenstände. Die Datenbank hat 2022 über 700.000 Einträge. Ursprünglich bezogen sich die weitaus meisten auf Verluste im Dritten Reich durch die Enteignung jüdischer und anderer Sammler sowie im und nach dem Zweiten Weltkrieg durch gezielten Kunstraub der Besatzungsmächte und direkte Kriegsschäden. Ein weiterer Schwerpunkt liegt auf Diebstählen aus Museen im Irak während der Besetzung durch amerikanische Truppen im Irak-Krieg 2001. Seit seiner Gründung im Jahr 2004 hat das FBI Art Crime Team mehr als 15.000 Gegenstände im Wert von über 800 Millionen Dollar sichergestellt.
In der Datenbank finden jährlich etwa 450.000 Abfragen statt. Nach einer Anfrage erhält der Händler (oder jede andere Person, die eine Anfrage an das ALR stellt) ein Zertifikat, das bestätigt, dass das fragliche Stück zum Zeitpunkt der Suche nicht als Verlust gemeldet war. Der Händler (oder jede andere Person, die eine Anfrage an das ALR stellt) kann so die Anfrage beim Art Loss Register nachweisen und dass er damit seinen Sorgfaltspflichten nachgekommen ist, nicht allerdings positiv, dass der Kunstgegenstand nicht abhandengekommen ist, da nicht jedes gestohlene Objekt auch gemeldet wird. Zudem sind viele Objekte bei ihren Eigentümern nicht ausreichend dokumentiert; wenn etwa keine oder nur schlechte Fotografien vorliegen, ist eine Identifizierung erheblich schwieriger.
Falls ein Objekt als abhandengekommen (im weitesten Sinne) identifiziert wird, nimmt das Art Loss Register Kontakt mit dem Antragsteller auf und verhandelt über die Rückgabe an den oder die jeweiligen Eigentümer.

## Serviceangebot
Das Art Loss Register bietet drei Hauptbereiche von Dienstleistungen an:
Suche – Abgleich von Objekten mit der ALR-Datenbank, um die Sorgfaltspflicht des Auftraggebers zu demonstrieren, den Umgang mit gestohlener Kunst zu verhindern und mehr über die Geschichte eines Objekts durch das hauseigenes Provenienz-Forschungsteam herauszufinden.
Registrierung – Meldung eines Diebstahls oder den Verlust eines Kunstwerks oder eines wertvollen Gegenstands an das ALR zur Registrierung in der Datenbank.
Rückgabe – Das Art Loss Register hilft dabei, verlorene oder zu restituierende Kunstgegenstände wieder an ihre Eigentümer zurückzugeben.

## Schwerpunkte und Erfolge
Der Schwerpunkt der Arbeit des ALR liegt in der diskreten Zusammenarbeit mit Kunsthandel, Versicherungsunternehmen und spezialisierten Ermittlungsgruppen der Polizei in verschiedenen, besonders engagierten Staaten, darunter das Art Crime Team des FBI und die 40-köpfige Arbeitsgruppe des italienischen Comando Carabinieri Tutela Patrimonio Culturale. Aber auch die Öffentlichkeit wird in Kooperation mit weltweiten Kunstzeitungen und -zeitschriften in die Suche und Fahndung eingeschaltet und über Hintergründe des Handels mit illegalen Kunstwerken informiert.
Seit seiner Gründung 1991 konnten etwa 5500 Kunstobjekte durch das Art Loss Register wiederbeschafft werden. Bei Kunstwerken von hohem Wert geht das ALR davon aus, dass im Laufe von 25 Jahren etwa 15 % der Kunstgegenstände identifiziert werden, bei kleinen Objekten ist die Quote sehr viel geringer. Andere Angaben gehen davon aus, dass nur rund 1,5 % aller gestohlenen Kunstgegenstände wieder zurückgeführt werden können. Als Gründe gelten die niedrige Priorität, mit der Diebstähle bei den Polizeibehörden verfolgt werden. Außergewöhnliche Kunstdiebstähle sind bei der Verfolgungsintensität die Ausnahme.

## Ähnliche Einrichtungen
Speziell für NS-Raubkunst in Deutschland wurde 1994 die Koordinierungsstelle für Kulturgutverluste in Magdeburg eingerichtet. Sie betreibt die Lost Art-Datenbank und das Gesamtverzeichnis deutschen national wertvollen Kulturgutes.
Als Konkurrenz zum Art Loss Register wurde 2013 die Art Recovery Group (ARG) ins Leben gerufen, die seit 2016 die Datenbank ArtClaim betreibt. Zuvor hatten sich Chris Marinello, der Gründer der Art Recovery Group und früherer Mitarbeiter des Art Loss Register mit seinem früheren Arbeitgeber außergerichtlich über vielfältige gegenseitige Ansprüche geeinigt. ArtClaim macht noch keine Angaben über die Zahl der registrierten Kunstwerke (Stand Dezember 2016).

## Belege
1. ↑  Art Loss Register – The world's largest private database of stolen art. Abgerufen am 7. September 2022.
2. ↑  Glueck, Grace. Art Group Is Set Up To Judge Attribution, New York Times. 8. Mai 1970.
3. ↑  Yarrow, Andrew L. A Lucrative Crime Grows Into a Costly Epidemic, New York Times. March 20, 1990.
4. ↑  About us – Art Loss Register. Abgerufen am 8. September 2022.
5. 1 2  Cinthio Briseno: Kunstdieben mobil auf der Spur. In: Fraunhofer Magazin 3.2007, S. 22–23.
6. ↑  About us – Art Loss Register. Abgerufen am 8. September 2022.
7. ↑  Art Theft. Abgerufen am 4. September 2022.
8. ↑  Art Loss Register – The world's largest private database of stolen art. Abgerufen am 4. September 2022.
9. ↑  Ursula Kampmann: "Beim Art Loss Register erhält man ein Zertifikat, das bestätigt, dass das Stück zum Zeitpunkt der Suche nirgends als Verlust gemeldet war.", zitiert in: Catrin Lorch: Antiken vom Lastwagen: Der internationale Markt schützt seine Ware durch Provenienzforschung: Aber wer kauft das Raubgut?, in: Süddeutsche Zeitung, 23./24./25. April 2011, S. 20.
10. ↑   Robert K. Wittman: Priceless: How I Went Undercover to Rescue the World's Stolen Treasures. Crown Publishers 2010, ISBN 978-0-307-46147-6.
11. ↑   Melanie Gerlis/Javier Pes: Recovery rate for stolen art as low as 1,5 %, in: The Art Newspaper vom 27. November 2013 (Memento vom 3. Dezember 2013 im Internet Archive)
12. ↑   Melanie Gerlis: Art Loss Register faces competition complaint from Art Recovery Group, in: The Art Newspaper vom 26. Januar 2016 (Memento vom 27. Dezember 2016 im Internet Archive)
13. ↑  International Art Claim LC: ArtClaim.
14. ↑   Laura Chesters: Art Recovery Group’s database goes non-profit. In: Antiques Trade Gazette, 16. November 2016.